# Tereza Sadilová
Tereza Sadilová (* 27. března 1998 Praha) je česká sportovní manažerka a někdejší basketbalistka a hokejistka. Od roku 2022 je generální manažerkou české ženské reprezentace v ledním hokeji.
Absolvovala sportovní třídu na gymnáziu Přípotoční. V letech 2011 až 2016 hrála basketbal za žákovské a juniorské kluby v Litoměřicích a Praze. Pak se zaměřila na lední hokej a hrála za HC Stadion Litoměřice.
Roku 2020 se stala media manažerkou ženského národního týmu. Roku 2022 se stala i generální manažerkou, a v této funkci zaznamenala dosud největší úspěchy českého ženského ledního hokeje – dvakrát bronzové medaile z mistrovství světa.